# Walnut, Kansas
Walnut är en ort i Crawford County i Kansas. Vid 2010 års folkräkning hade Walnut 220 invånare.